# 雨宮の渡し
雨宮の渡し（あめのみやのわたし）は、長野県千曲市雨宮にある史跡。

## 歴史
戦国時代の第4次川中島の戦い（両将の一騎討ちがあったとされる戦い）の時、武田側の山本勘助、馬場信房らによる「啄木鳥の戦法」を察知した上杉謙信は、夜半に妻女山を下り、この渡し場を秘かに越えて武田信玄の本陣に突撃したとされている。
この逸話は後に幕末の儒学者、頼山陽の「川中島（題不識庵撃幾山図）」の漢詩によりいっそう有名となり、史跡の価値を高めている。漢詩は謙信贔屓の頼が両将一騎討ちの掛け軸の図柄を見ての感動を謳ったものとされている。
なお、現在の千曲川の流れは、約800メートル北方に移動している。従来、一般的には岩野橋付近を想定する向きがあったが昭和13年に古老の伝承をもとに現在地と確かめられた。
この地は横田河原の戦いや大塔合戦の際の篭城地であったとされる横田城の対岸に当たる。このため、その折にも争奪の地となっている。また観応の擾乱から続いて南北朝時代にも数度にわたってこの近くの山城「生仁城（唐崎山城）」での攻防戦が行われているなど古来から重要な軍事上の渡河地域であった。
現在は頼山陽の直筆になる漢詩の碑が建てられ、小さな史跡公園となっている。また3年に1度獅子頭を被った４人の踊り手を橋の欄干から逆さに吊るす奇祭で知られる雨宮坐日吉神社や、幕末期の洋学者佐久間象山が自作の大砲を試射した（嘉永４年２月）と伝えられる地も近い。

## 頼山陽「川中島（不識庵幾山を撃つの図に題す）」

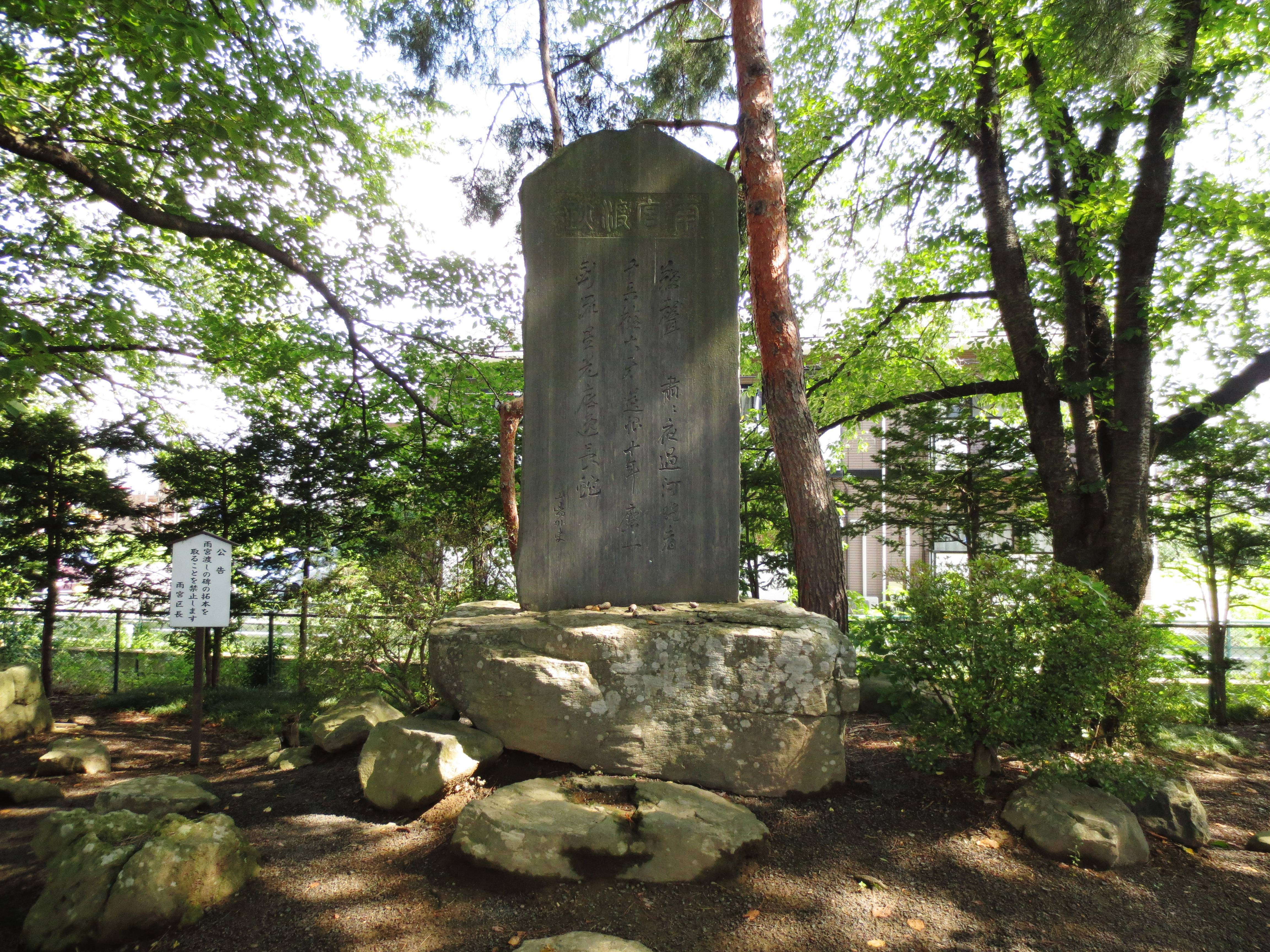
頼山陽の漢詩碑

鞭 聲 肅 肅 夜 過 河 （鞭聲肅肅夜河を過る）
曉 見 千 兵 擁 大 牙 （曉に見る千兵の大牙を擁するを）
遺 恨 十 年 磨 一 劍 （遺恨なり十年一劍を磨き）
流 星 光 底 逸 長 蛇 （流星光底に長蛇を逸す）

## 交通アクセス
公共交通機関
しなの鉄道しなの鉄道線・屋代高校前駅から徒歩25分間。なお、廃止された長野電鉄屋代線・雨宮駅は当地から徒歩5分間の場所にあった。
自家用自動車
長野自動車道・更埴インターチェンジから2キロメートル、自動車で5分間。駐車場はない。